# Irish League 1912/1913
Dvacátý třetí ročník Irish League (1. irské fotbalové ligy) se konal za účasti již nově s deseti klubů. Titul získal popáté ve své klubové historii a obhájce minulého ročníku Glentoran FC.